# روابط مدرسه
روابط مدرسه (به انگلیسی: School Ties) فیلمی محصول سال ۱۹۹۲ و به کارگردانی رابرت مندل است. در این فیلم بازیگرانی همچون برندن فریزر، مت دیمون، کریس اودانل، راندال باتینکف، کول هاسر، بن افلک، آنتونی رپ، امی لوکین، پیتر دونات، ژلیکو ایوانک، کوین تایگ و مایکل هیگینز ایفای نقش کرده‌اند.